# 查干萨日
查干萨日（意为“白月”，即正月，又称为白节、白月节）是蒙古族的新年，也是蒙古族每年最盛大的传统节日。